# Naturdenkmal Eiche (Niedersfeld)
Das Naturdenkmal Eiche ist ein Naturdenkmal im Dorf Niedersfeld im Stadtgebiet von Winterberg an der Einmündung des alten Schulwegs in die Ruhrstraße. Die Eiche wurde 2006 durch den Hochsauerlandkreis als Naturdenkmal ND 272 Eiche ausgewiesen.